# Kamienka (obwód tambowski)
Kamienka (ros. Каменка) – wieś (sieło) w Rosji, w obwodzie tambowskim, w rejonie rżaksińskim. W 2010 liczyła 595 mieszkańców.